# Maison située 22 rue Knjaza Miloša à Aranđelovac
La maison située 22 rue Knjaza Miloša à Aranđelovac (en serbe cyrillique : Кућа у Ул. Књаза Милоша 22 у Аранђеловцу ; en serbe latin : Kuća u Ul. Knjaza Miloša 22 u Aranđelovcu) se trouve à Aranđelovac et dans le district de Šumadija, en Serbie. Elle est inscrite sur la liste des monuments culturels protégés de la République de Serbie (identifiant no SK 1688).

## Présentation
Le bâtiment a été construit dans les années 1930 pour un usage à la fois résidentiel et commercial.
Ce bâtiment d'angle, construit en pierres, en briques et en béton armé, est constitué d'un sous-sol, d'un rez-de-chaussée, d'un étage et d'un grenier. La façade est décorée dans un style néo-classique ; horizontalement, elle est divisée en deux zones grâce un large cordon ; à l'étage, les fenêtres sont soulignées par des poutres profilées et sont flanquées de pilastres aux chapiteaux corinthiens ; d'autres pilastres plus petits, jouxtant les premiers, adoptent un style dorique stylisé. L'étage se termine par la corniche du toit qui est surmontée par un attique richement décoré. Le toit est recouvert de tuiles.